# Ian Graham
Ian Graham (* 17. Februar 1967) ist ein ehemaliger englischer Snookerspieler, der zwischen 1988 und 1997 für neun Saisons Profispieler war. In dieser Zeit erreichte er das Viertelfinale zweier Ranglistenturniere und Rang 42 der Snookerweltrangliste.

## Karriere
Graham nahm zwischen 1986 und 1987 an der WPBSA Pro Ticket Series 88/89 teil; sein bestes Ergebnis war das Erreichen des Viertelfinales beim zweiten Event. Nachdem er 1987 im Achtelfinale der U21-Amateurweltmeisterschaft gegen Darren Morgan verloren hatte, nahm er 1988 ohne großen Erfolg an der Qualifikation für die English Amateur Championship und mit weitaus mehr Erfolg an den Professional Play-offs teil. Wenig später wurde er Profispieler.

### Karrierestart und Erfolge
Grahams erste Profispielzeit verlief für den Engländer durchaus erfolgreich, als er sich für mehrere Hauptrunden qualifizieren konnte und darüber hinaus das Achtelfinale der English Professional Championship und die finale Qualifikationsrunde für die Snookerweltmeisterschaft erreichen konnte. Sein bestes Ergebnis bei einem Ranglistenturnier erzielte er beim Canadian Masters, wo er ebenfalls das Achtelfinale erreichte. Prompt platzierte er sich auf der Weltrangliste, genauer gesagt auf Rang 59. Die nächste Saison verlief etwas besser, als Graham neben der finalen Runde der WM-Qualifikation bei deutlich mehr Turnieren die Hauptrunde erreichen konnte. Zudem konnte er sein bestes Ergebnis vom Vorjahr verbessern, als er zum Saisonanfang bei den Hong Kong Open erst im Viertelfinale von Dene O’Kane geschlagen wurde. Auf der Weltrangliste spiegelte sich der bessere Verlauf der Saison ebenfalls wider, indem sich Graham um neun Plätze verbessern konnte.
Dene O’Kane kreuzte auch in der Saison 1990/91 Grahams Weg, als letzterer seinen neuseeländischen Mitspieler in der finalen Qualifikationsrunde der Snookerweltmeisterschaft besiegen konnte und Graham somit zum einzigen Mal die WM-Hauptrunde erreichte, in der er allerdings sein erstes Spiel gegen Steve James verlor. Auch die übrige Saison enthielt einige gute Ergebnisse von Graham; so erreichte er das Achtelfinale des Grand Prix und die Runde der letzten 32 beim Classic, wogegen er beim Non-ranking-Turnier Benson and Hedges Satellite Championship ebenfalls erst im Achtelfinale ausschied. Auf der Weltrangliste konnte sich Graham infolgedessen erneut verbessern, sodass er nun auf Rang 42 geführt wurde, den er nie mehr überbieten konnte.
Mit der anschließenden Saison brach Grahams Form jedoch ein und der Engländer verlor bei zahlreichen Turnieren sein Auftaktspiel. Immerhin erreichte er in der Qualifikation für die Snookerweltmeisterschaft mit einem Sieg über Bjørn L’Orange die vorletzte Qualifikationsrunde und bei den Welsh Open mit einem Sieg über Ken Owers die Runde der letzten 64. Lediglich beim Grand Prix hatte er deutlich mehr Erfolg und besiegte unter anderem Jimmy White und auch Dene O’Kane, bevor er im Viertelfinale vom Schotten Alan McManus besiegt wurde. Dieser Erfolg konnte aber nicht wirklich die übrigen Misserfolge ausgleichen, sodass Graham auf der Weltrangliste vier Plätze verlor und nur noch Rang 46 belegte.

### Ende der Profikarriere
Auch wenn Graham in der Saison 1992/93 einige Hauptrunden mehr erreichte, wollte sich der Erfolg nicht mehr einstellen. Lediglich bei den British Open konnte er eine relativ späte Runde erreichen, als er im Achtelfinale gegen James Wattana verlor. Infolge der Saison verlor er jedoch auf der Weltrangliste beinahe zehn Plätze und platzierte sich nun auf Rang 55. Nachdem er in der folgenden Saison inklusive eines Non-ranking-Turnieres nur noch drei Hauptrunden erreicht hatte, verstärkte sich dieser Trend und Graham rutschte auf Rang 70 ab.
Da Graham ab der Saison 1994/95 wegen seiner niedrigeren Weltranglistenposition mehr Qualifikationsspiele bestreiten musste, konnte er mehr Spiele für sich entscheiden. Dennoch zog er nur bei den European Open und bei den British Open in die Hauptrunde ein und verlor in beiden Fällen in dieser unverzüglich. Auf der Weltrangliste musste er eine Verschlechterung um weitere 25 Plätze hinnehmen. Auch wenn die Zahl seiner Siege in der nächsten Saison nochmals anstieg, erreichte er keine einzige Hauptrunde, sodass er auf Rang 115 abrutschte. Nachdem er anschließend keine weiteren Profispiele bestritt, stürzte er auf Platz 310 ab, bevor er 1997 seinen Profistatus verlor.

## Erfolge
| Ausgang         | Jahr | Turnier                | Finalgegner   | Ergebnis |
| --------------- | ---- | ---------------------- | ------------- | -------- |
| Amateurturniere |      |                        |               |          |
| Sieger          | 1988 | Professional Play-offs | Clive Everton | 10:1     |